# Castelletto Molina
Castelletto Molina (piemontiul: Castlèt Molèina) település Olaszországban, Piemont régióban, Asti megyében. Lakosainak száma 141 fő (2023. január 1.). Castelletto Molina Alice Bel Colle, Castel Rocchero, Quaranti és Fontanile községekkel határos.

## Népesség
A település lakossága az elmúlt években az alábbi módon változott:
| Lakosok száma | 168  | 162  | 141  |
|               | 2017 | 2018 | 2023 |